# Megaupload
Megaupload Limited este o companie înființată în anul 2005 în Hong Kong care deține platforma online megaupload.com, dar și alte servicii.
Compania a fost înființată de Kim Dotcom.
Platforma megaupload.com a fost închisă pe 19 ianuarie 2012 de către FBI și Departamentul de Justiție american, care au lansat o anchetă privind încălcarea drepturilor de autor.

## Închidere

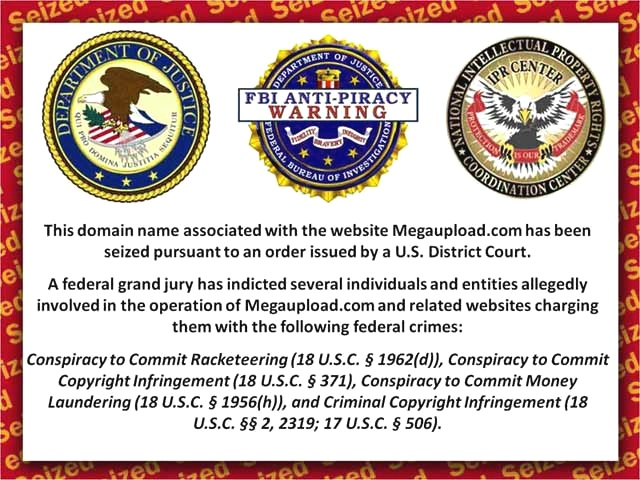
Afișul realizat de FBI și Departamentul de Justiție la care este redirecționat domeniul megaupload.com

La data de 19 ianuarie 2012, Departamentul de Justiție al SUA a închis site-ul de găzduire megaupload.com și a întocmit dosare penale pe numele proprietarilor și a câtorva angajați pentru încălcarea drepturilor de autor. Pe 20 ianuarie, poliția vamală din Hong Kong a confiscat o serie de bunuri aparținând companiei în valoare de aproximativ 300 de milioane HKD (39 milioane $).

### Arestări în Noua Zeelandă
Biroul Federal de Investigații (FBI) a arestat mai multe persoane printre care se numără Kim Dotcom (fondatorul platformei), Finn Batato (director de marketing), Mathias Ortmann (director de sisteme informatice și cofondator), iar Bram van der Kolk a fost arestat de Agenția de Crimă Organizată din Noua Zeelandă. Cererea lor de eliberare pe cauțiune a fost respinsă de instanța din Noua Zeelandă, așa cum a fost respinsă și de autoritățile americane.

### Acțiunea de apărare penală
Schmitz a apelat la serviciile avocatului Ira Rothken, care a apărat mai multe cazuri de încălcare a drepturilor de autor. Rothken susține că descinderea a fost grăbită nejustificat și că nu a dat clientul său posibilitatea de a se apăra, citând un caz similar în care YouTube este un exemplu de un rezultat complet diferit.
La data de 20 ianuarie 2012, Robert Bennett, un cunoscut avocat din Washington, D.C., a confirmat că el va reprezenta Megaupload în cazul pirateriei. Bennett este cunoscut pentru apărarea lui Bill Clinton, a fostei companii de energie Enron și a altor cazuri de rang înalt.
Comentatorii juridici au subliniat anumite probleme care ar putea fi ridicate în cazul Megaupload, ca de exemplu intenția criminală de a monitoriza conținutul, funcția de căutare și practicile de ștergere a fișierelor.

### Atacurile comise de „Anonymous”

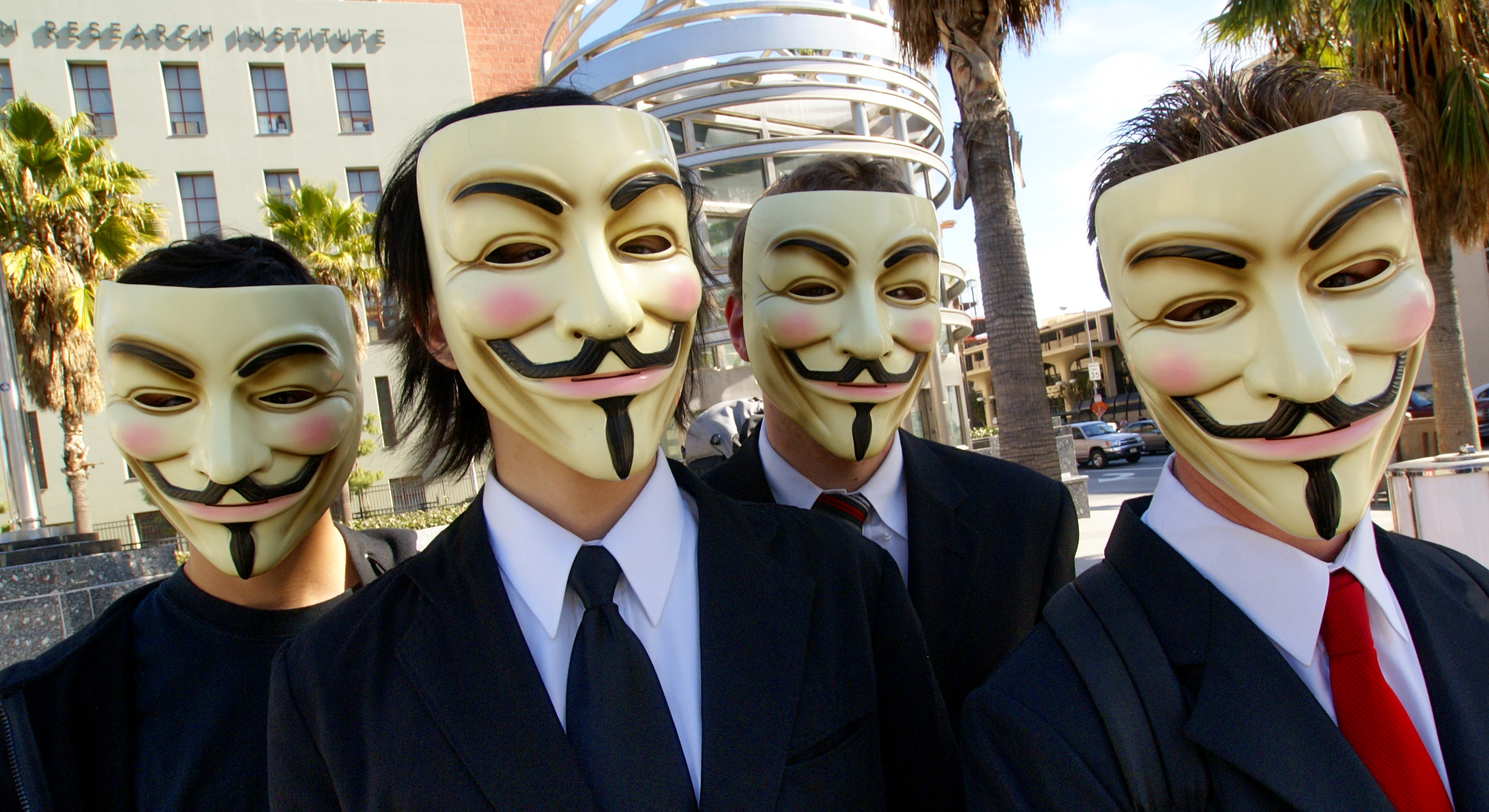
Protestatari din grupul Anonymous purtând măști în Los Angeles.

Închiderea platformei Megaupload a avut loc la câteva ore după protestele împotriva SOPA (Legea de încetare a pirateriei online). La scurt timp după aceea, site-ul web al Departamentului american de Justiție, dar și site-urile altor organizații au fost închise în urma atacurilor informatice de tip DoS comise de grupul Anonymous.
Un purtător de cuvânt al grupului a descris într-un interviu atacurile ca fiind „cel mai mare atac informatic din istorie [a grupului]”. El a menționat că intervalul de timp în care serverele guvernului au fost deconectate a fost doar de 70 de minute.
Pe lângă site-ul justice.gov (Departamentul de Justiție), atacul de tip DoS a mai vizat și site-uri ale Universal Music Group, asociației RIAA, asociației MPAA, Broadcast Music, Inc. (BMI), dar și pagina oficială a Biroului Federal de Investigații (FBI).

### Alte reacții
Președintele francez Nicolas Sarkozy s-a declarat mulțumit de închiderea site-ului. El a declarat că operatorii site-ului au cules „profituri criminale din distribuția ilegală de materiale aflate sub drepturi de autor”. „A venit timpul pentru creșterea cooperării judiciare și polițienești dintre state” în lupta împotriva pirateriei online, a spus el într-o declarație.
Organizațiile web și-au exprimat îngrijorarea cu privire la posibilele efecte cauzate de închiderea Megaupload, care ar putea pune în pericol viitorul partajării de fișiere media și a comerțului pe Internet. Diverși comentatori precum John C. Dvorak, Glenn Greenwald și Julian Sanchez au scris pe această temă, precum și pe cea care se referă la abilitatea guvernului american de a închide un site web fără judecată, chiar și fără noile legi ca SOPA. De fapt, Departamentul de Justiție a fost în măsură să se bazeze pe PRO-IP, o lege adoptată în 2008, cu scopul de a închide Megaupload.
Oamenii care au folosit Megaupload pentru a stoca fișiere cu caracter personal sau de afaceri și-au exprimat de asemenea plângerile cu privire la faptul că nu au mai avut acces la dosarele lor de pe site. Exemplele citate în mass-media au inclus personalul organizației nonprofit Public Knowledge, care au folosit platforma pentru fișiere mari și scriitori sistemului de operare Android, care au descris Megaupload ca fiind „unul dintre cele mai bune moduri de a distribui [software]... Există un număr de site-uri similare pentru această utilizare, dar Megaupload a fost întotdeauna cel mai rapid.”